# Comté de Lyman
Le comté de Lyman est un comté situé dans l'État du Dakota du Sud, aux États-Unis. En 2010, sa population est de 3 755 habitants. Son siège est Kennebec.

## Histoire
Créé en 1873, le comté est nommé en l'honneur de W. P. Lyman, membre de la législature du territoire du Dakota.

## Villes du comté
- City :
  - Presho
- Towns :
  - Kennebec
  - Oacoma
  - Reliance
- Census-designated places :
  - Lower Brule
  - Vivian

## Zone protégée
- Fort Pierre National Grassland

## Démographie
Selon l'American Community Survey, en 2010, 92,45 % de la population âgée de plus de 5 ans déclare parler l'anglais à la maison, 5,30 % le dakota, 1,22 % l'espagnol, 0,76 % l'allemand et 0,27 % une autre langue.
| 1880 | 1890 | 1900  | 1910   | 1920  | 1930  |
| ---- | ---- | ----- | ------ | ----- | ----- |
| 124  | 233  | 2 632 | 10 848 | 6 591 | 6 335 |

| 1940  | 1950  | 1960  | 1970  | 1980  | 1990  |
| ----- | ----- | ----- | ----- | ----- | ----- |
| 5 045 | 4 572 | 4 428 | 4 060 | 3 864 | 3 638 |

| 2000  | 2010  | - | - | - | - |
| ----- | ----- | - | - | - | - |
| 3 895 | 3 755 | - | - | - | - |